# Astrophytum myriostigma

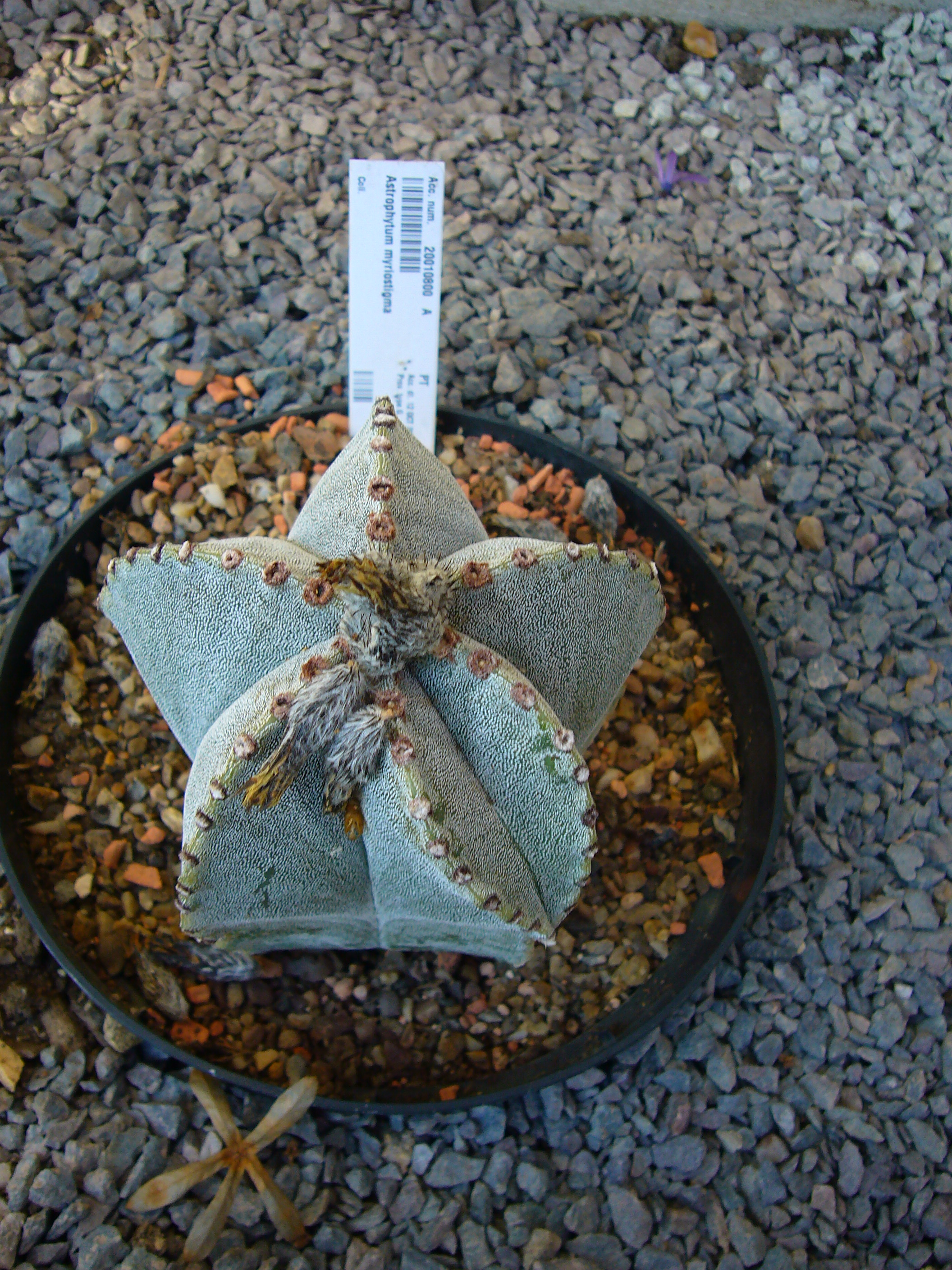
Astrophytum myriostigma

Astrophytum myriostigma (укр. Астрофітум багатокрапковий) — рослина з роду астрофітум родини кактусових.

## Зовнішній вигляд
Стебло спочатку кулясте, пізніше довгасте, досягає 20 см заввишки. Має строгу аксіальну симетрію. Ребер буває від 3 до 10 і більше (найчастіше 5, кількість збільшується з віком). Вони великі, з гострими краями. Колючки відсутні або невеликі. Епідерміс густо покритий дрібними білими цятками і виглядає сірувато-білим або голий — зеленого кольору. Квіти жовті, до 4 см в діаметрі.
Astrophytum myriostigma, широко відомий як Єпископський капелюх, характеризується характерними ребристими зіркоподібними стеблами. Білі плями або плями на поверхні кактуса часто порівнюють з митрою або капелюхом єпископа, звідси і загальні назви.

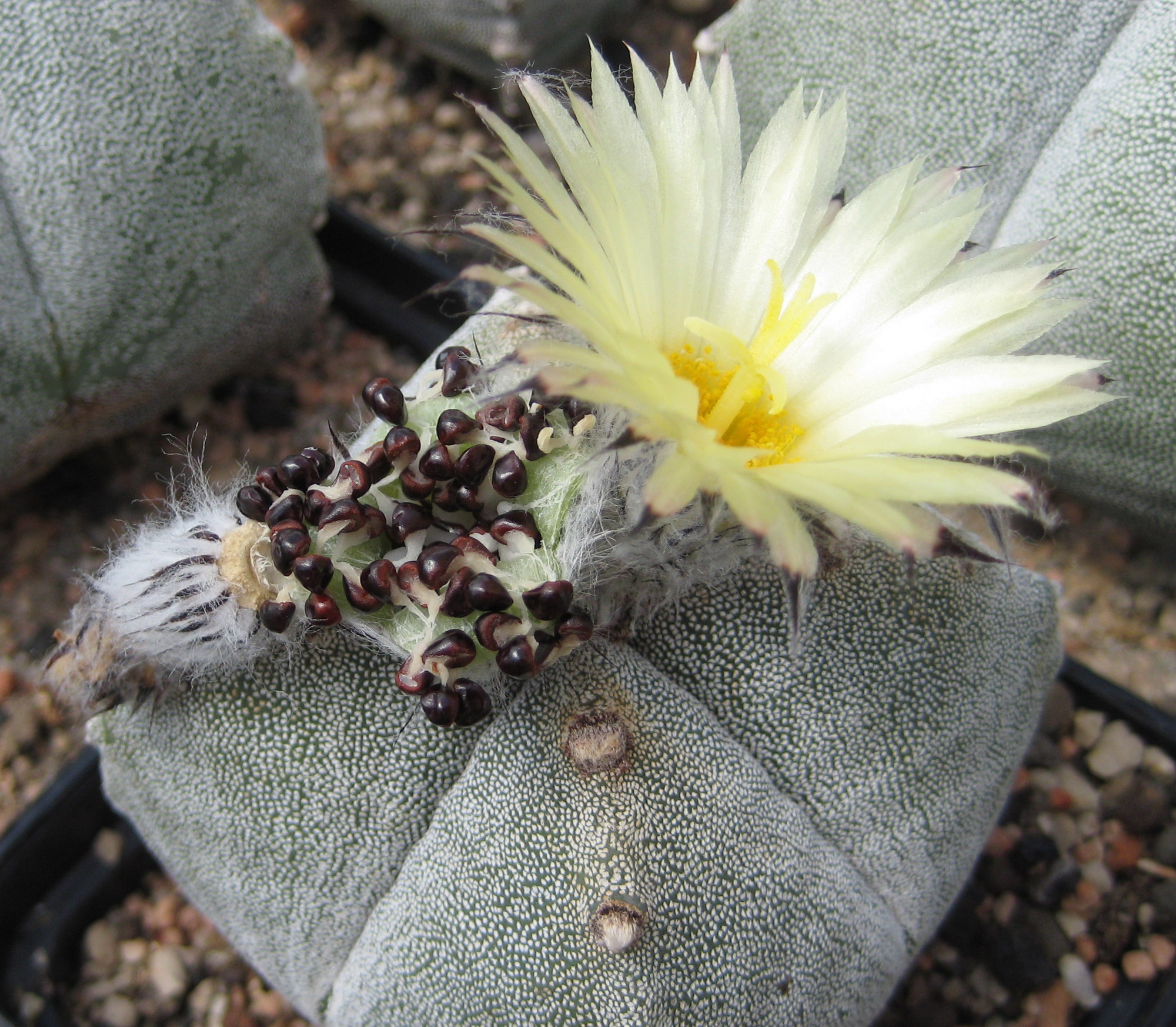
Astrophytum myriostigma v. quadricostatum

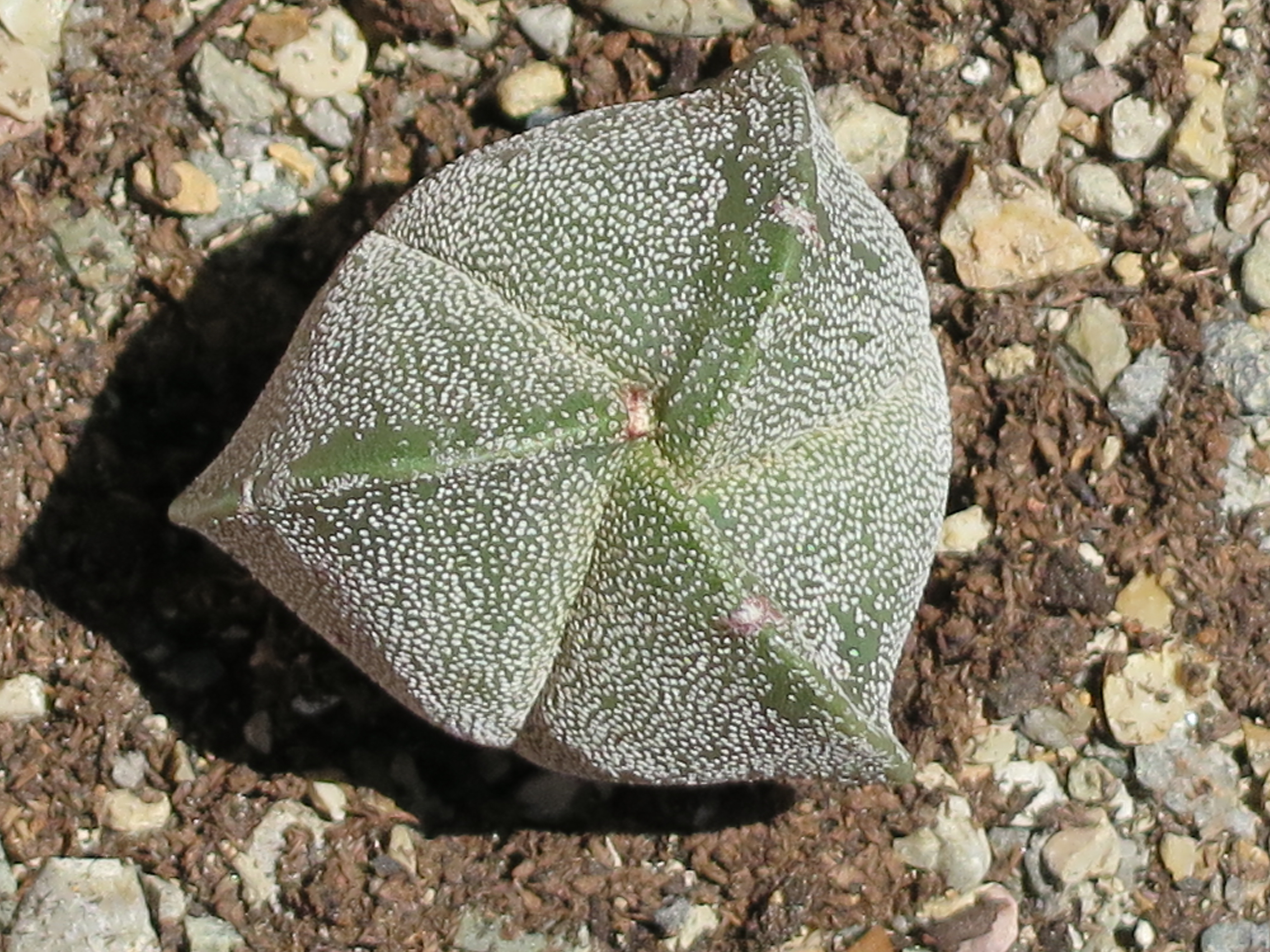
Astrophytum myriostigma v. tricostatum

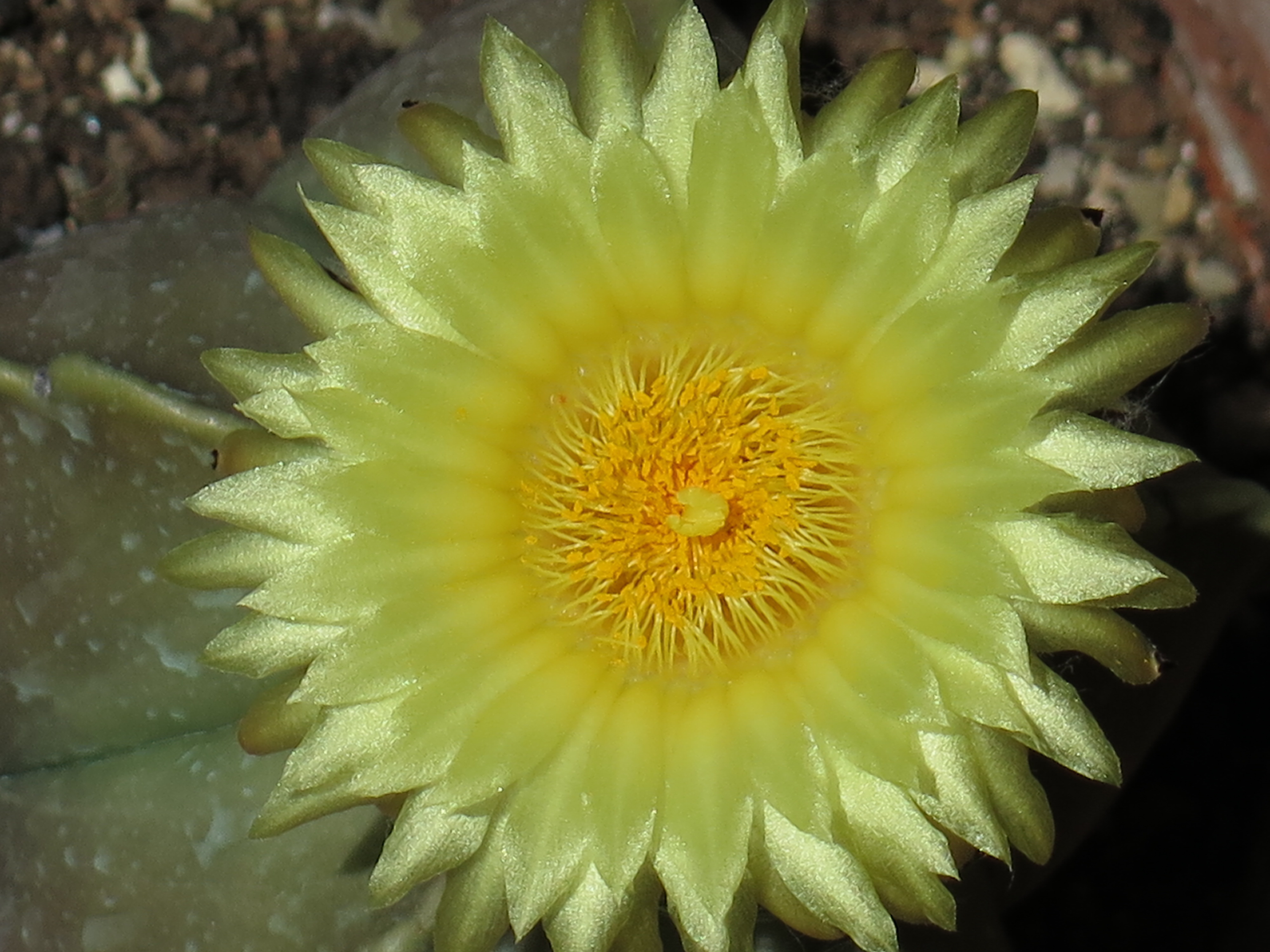
квітка

Батьківщина: Мексика.

## Різновиди
- Astrophytum myriostigma v. columnare
- Astrophytum myriostigma v. nudum
- Astrophytum myriostigma v. quadricostatum
- Astrophytum myriostigma v. strongylogonum